# Chiesa di Santa Maria in Ripa d'Oglio
La chiesa di Santa Maria in Ripa d'Oglio, anche localmente nota semplicemente come chiesa di Ripa d'Oglio, si trova a Pontevico, in provincia e diocesi di Brescia; fa parte della zona pastorale della Bassa Centrale Ovest.

## Storia
È la più antica chiesa di Pontevico tanto da essere presente sin dal tardo Impero Romano, come testimoniato dal ritrovamento di un battistero paleocristiano posto sotto la struttura e risalente al V secolo. Scavi archeologici effettuati in epoche recenti hanno messo in luce come l'edificio facesse parte del primo nucleo abitativo che formava Pontis Vicus, un centro allora abitato principalmente da pescatori, gabellieri e traghettatori e posto dove si trovava il ponte che dà tuttora il nome al paese attraversando l'Oglio lungo la Via Brixiana, strada romana consolare che collegava le città romane di Brixia (l'odierna Brescia) e Cremona. Probabilmente la struttura esisteva già prima del V secolo fungendo da tempio pagano e solo successivamente, con l'Editto di Tessalonica e i Decreti teodosiani per mano di Teodosio rispettivamente nel 380 e tra il 391 e il 392, divenne una chiesa paleocristiana a seguito dell'imposizione del Cristianesimo come religione di Stato dell'Impero e all'inizio della persecuzione del paganesimo.
Durante l'Alto Medioevo in località Fenil Nuovo, lungo la via che portava al porto fluviale che consentiva l'attraversamento dell'Oglio, sorse un ospizio per i pellegrini e i viandanti, che si ritrovavano ad attraversare di giorno e notte strade pericolose e in pessimo stato. Divenne anche la chiesa di riferimento dei barcaioli e dei pescatori, che vi passavano la notte. Inizialmente posto sotto il controllo del Monastero di Santa Giulia di Brescia, passò successivamente prima sotto gli Umiliati della Chiesa di San Bartolomeo e infine, assieme ai suoi terreni, sotto diversi cardinali. Col tempo, la chiesetta venne abbandonata.
Nel corso dell'XI secolo fu con l'abbandono del santuario altomedievale che l'antico santuario, allora una santella posta lungo la Via del Porto e affrescata con la Madonna in atto di allattare Bambin Gesù, divenne il punto di riferimento per gli abitanti del Borgo Inferiore, la parte più bassa del centro abitato formatasi all'incirca dove era nato il pago romano all'altezza del corso del fiume Oglio, venendo ampliato e trasformato in una chiesetta.
Il 6 luglio 1580 la chiesa venne visitata dall'Arcivescovo di Milano San Carlo Borromeo che, terminata la visita apostolica, annotò nei suoi decreti di munire la struttura, allora non riversante in ottime condizioni, di vetri alle finestre, di una sagrestia munita di inginocchiatoio e lavabo, di un'acquasantiera, di corporali, di purificatoi e di un reliquiario in cui conservare le reliquie; prescrisse inoltre l'innalzamento di un campanile, eretto nel corso del XVII secolo.

## Descrizione

### Esterno

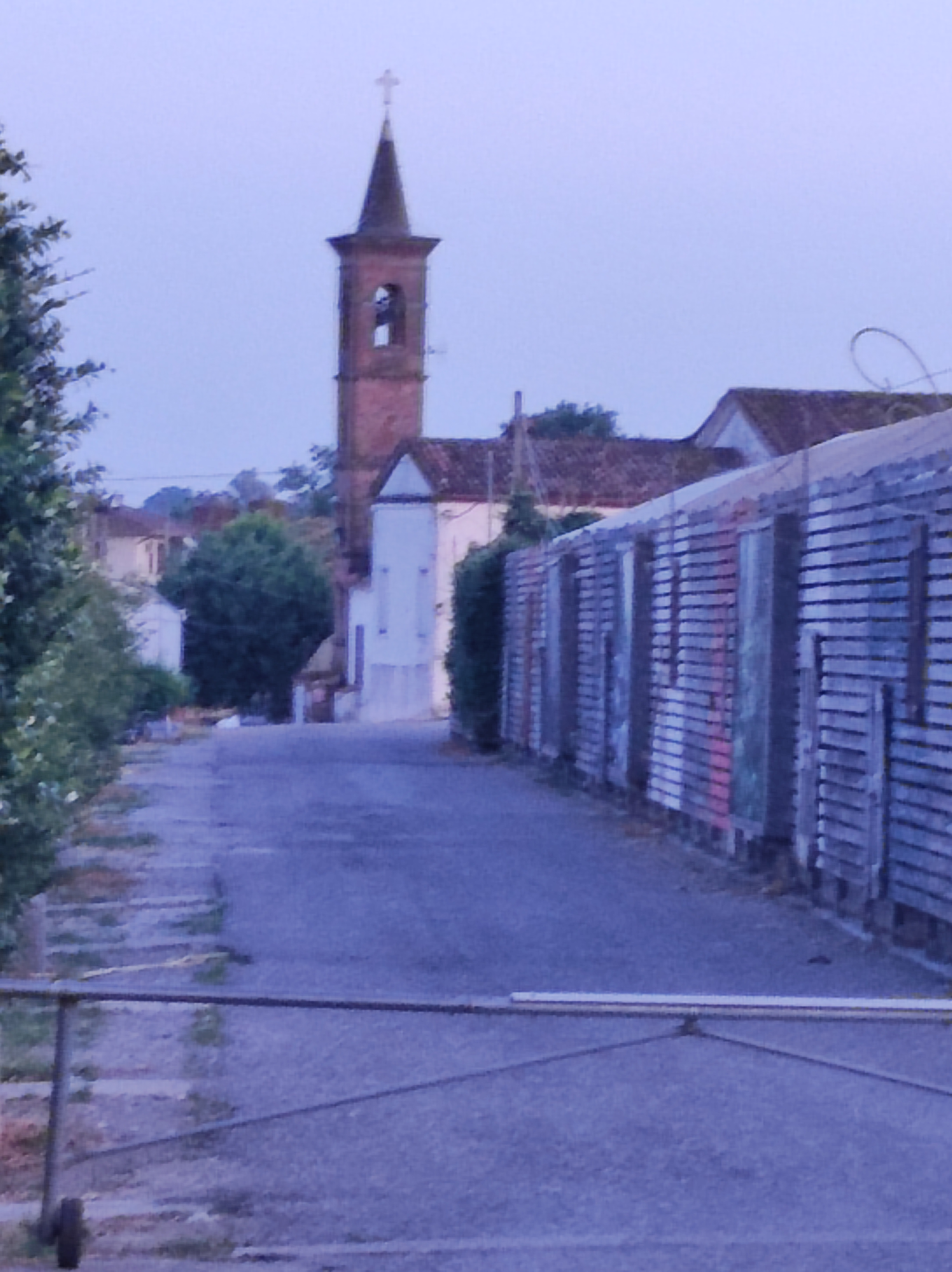
Il campanile e l'abside della Chiesa visti dai vicini giardini pubblici Piano Verde. Nel mezzo, sono presenti le strutture dell'azienda ortofloricola Sala Angelo.
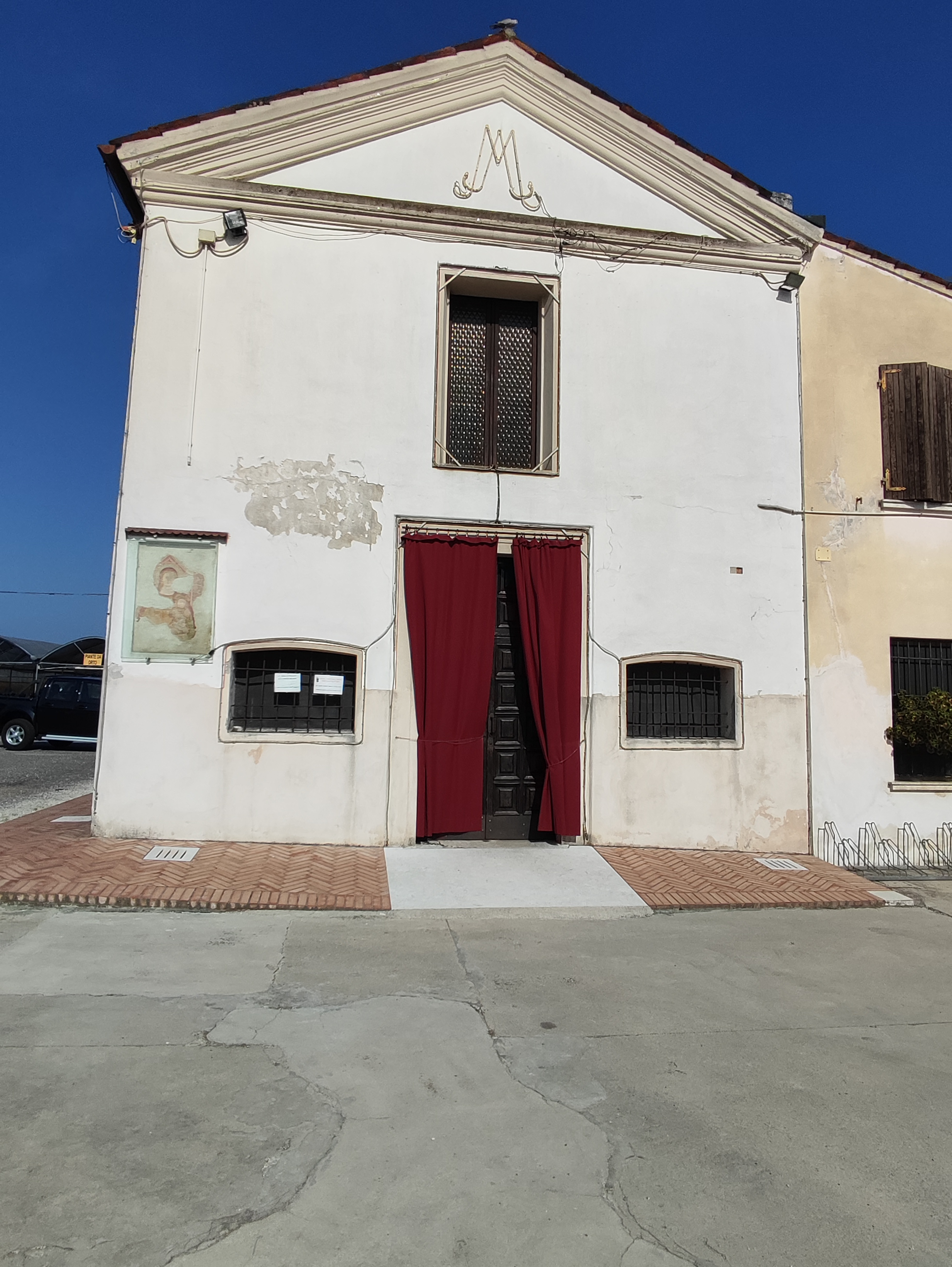
La facciata della struttura: sulla sinistra si può intravedere il quattrocentesco frammento di pittura murale raffigurante la Madonna. L'abitazione a destra della chiesa è quella dalla quale nel 1984 è stato ricavato il quattrocentesco affresco strappo che orna l'abside.

La chiesa è a pianta rettangolare e, come la maggior parte delle strutture religiose del paese, è orientata verso ovest.
La facciata a capanna presenta un frontone triangolare sormontato da tre acroteri. Il portale d'accesso è sovrastato da una finestra e affiancato da due ulteriori finestrelle. Lungo l'estremo sinistro della facciata, è ben visibile un frammento di pittura murale raffigurante la Madonna e risalente alla metà del XV secolo.
Dal lato orientale dell'edificio in si innalza per 18 metri di altezza un campanile romanico a base quadrata, costruito in mattoni e dal 1976 consolidato con stringature di cemento e sormontato da una croce in alluminio illuminata durante le cerimonie. La struttura è divise in cinque celle: la prima è volta a sorreggere la struttura, le tre celle centrali ospitano delle finestre mentre l'ultima contiene due campane.

### Interno

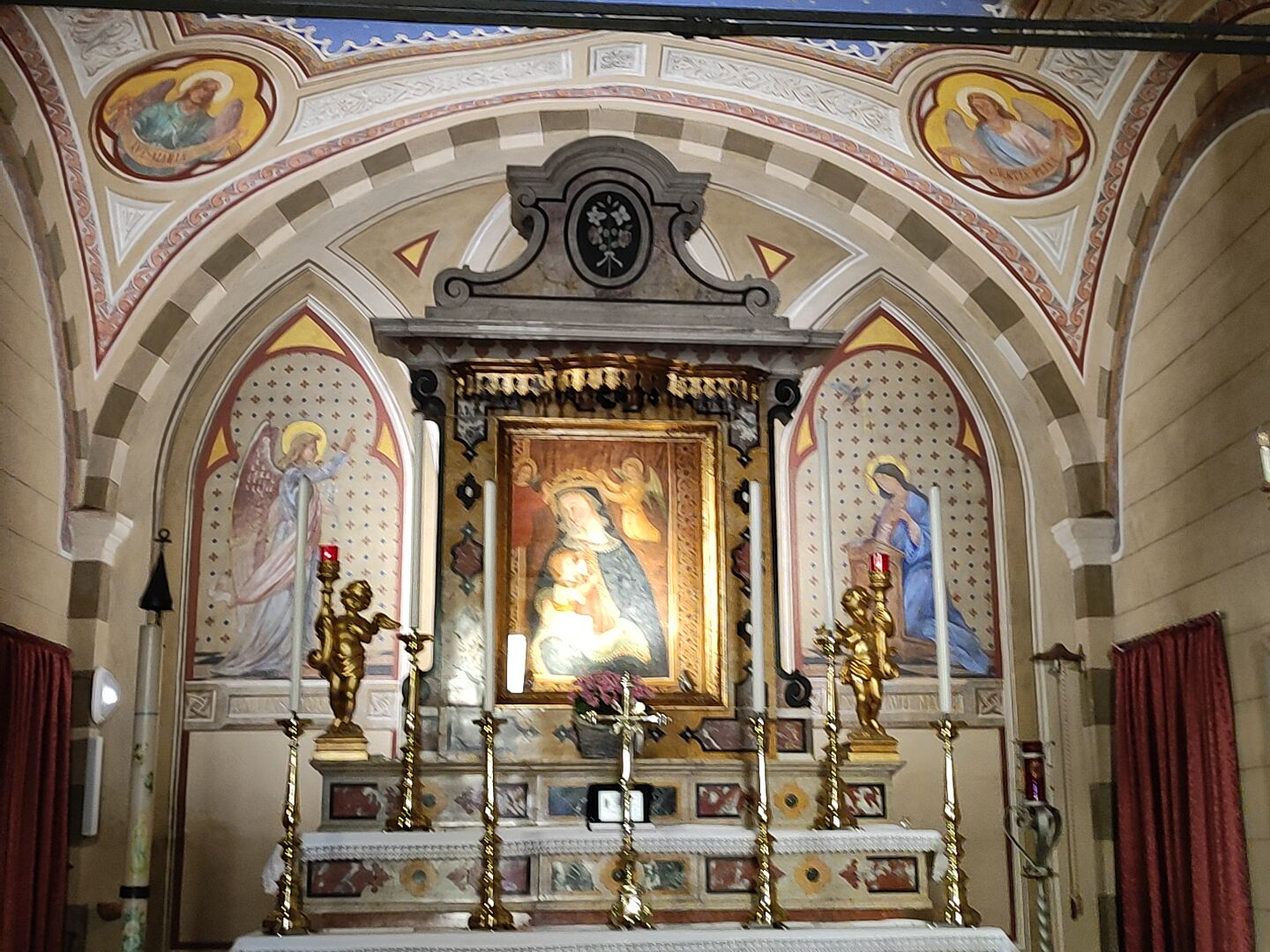
Particolare sulla pala d'altare Madonna con il Bambino, opera degli inizi del XV secolo che tuttavia presenta, oltre agli angeli aggiunti agli inizi del secolo successivo, alcuni resti di un'opera più antica.
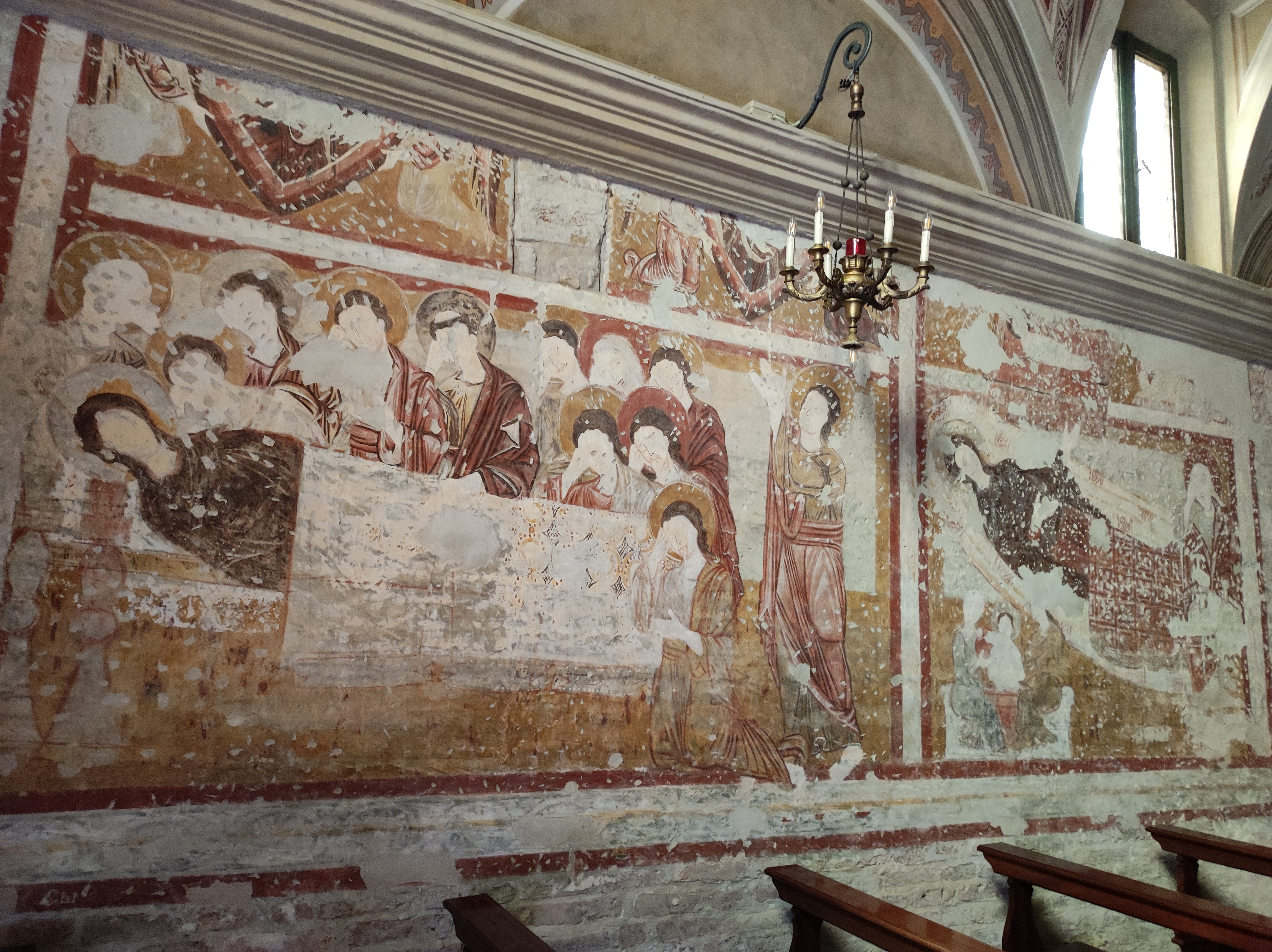
Affreschi duecenteschi sul lato sinistro della navata: a sinistra la Dormitio Virginis, a destra La Nascita di San Giovanni Battista. Al di sopra di entrambe, si possono intravedere le due mandorle.

L'interno presenta una navata unica, la cui volta è affrescata in stile neogotico per opera di Silvio Verdelli, è ripartita in quattro campate, ognuna delle quali è percorsa da due fasci di cornici che, dai cornicioni laterali, si intrecciano e formano sul soffitto quattro vele azzurre triangolari ornate con delle stelle dorate. Le pareti laterali della navata sono affrescate, oltre che dalle noventesche figure neogotiche che caratterizzano l'intera struttura, da affreschi risalenti al XIII secolo e riportati alla luce a partire dal 2018: la Dormitio Virginis e La Nascita di San Giovanni Battista. I due affreschi sono sormontati da parti di figure angeliche, risalenti allo stesso periodo, che sorreggono due mandorle.
La navata culmina in un presbiterio a pianta rettangolare sopraelevato di un gradino e dotato di un settecentesco altare maggiore in marmo, inizialmente posto all'interno della Chiesa della Madonna della Strada. La pala d'altare è la Madonna del Latte, compiuto agli inizi del XV secolo partendo da un affresco già presente in precedenza e successivamente modificato agli inizi del Cinquecento con l'aggiunta di due angeli incoronanti la Vergine Maria. La Madonna del Latte è un tipo di affresco tipico di quell'epoca e si può trovare in numerose chiese del territorio, tra le quali le Pievi di Comella e di Quinzano d'Oglio. La volta del presbiterio è delimitata da da due cornici poggianti su quattro pilastri dorici. L'abside è caratterizzato da numerose raffigurazioni, tra le quali La Madonna con il Bimbo, un affresco strappo risalente alla prima metà del XV secolo e fino al 1984 riposto in un'abitazione addossata alla chiesa.
A consentire l'illuminazione della struttura, oltre a quella della facciata, sono presenti delle finestre laterali.

#### Il battistero romano
Durante un intervento per frenare l'umidità, nel 2018 è stato scoperto un battistero risalente al V secolo. Il Battistero, posto al di sotto dell'angolo nord-ovest della struttura, è di pianta ottagonale e presenta un diametro di nove metri. Edificato in muratura, oggi si presenta con rinforzi sui vertici ed una pavimentazione in calce.